# Димитър Бело
Димитър Льони Бело (на албански: Dhimitri Bello, Димитри Бело) е албански учен, езиковед и университетски преподавател.

## Биография
Роден е на 13 април 1966 година в костурското българско село Връбник, Албания. Братовчед е на университетския преподавател Раки (Сотираки) Васил Бело. Димитър Бело завършва филология в Югозападния университет в Благоевград, като след това завършва и магистратура в същия университет в 1997 година. В 2002 година защитава докторантура към Българската академия на науките на тема „Общи лексикални балканизми от турски произход в български и албански (Структурно-семантично моделиране)“. От 2009 година е доцент в Тиранския университет, а от 2013 година е професор в същия университет. Димитър Бело става виден езиковед и кариерата му е изключително свързана с България. Той е един от осемте официално одобрени преводачи от български и албански езици от страна на българското посолство в Тирана. В 2020 година е избран за ректор на Корчанския университет „Фан С. Ноли“. Първият международен договор, който подписва като ректор на Корчанския университет е договорът за сътрудничество между Корчанския университет и Университета за национално и световно стопанство в София.
Професор Бело е автор на десетки статии и няколко книги, някои от които са публикувани и на български език. С негово дейно участие са реализирани множество събития на българското национално малцинство в Албания.